# The Irregular at Magic High School
Autre
The Irregular at Magic High School, connue au Japon sous le nom de Mahōka kōkō no rettōsei (魔法科高校の劣等生, litt. « Le cancre d'une école de magie »), est une série de romans japonais écrite par Tsutomu Satō, initialement publiée sur le site Shōsetsuka ni narō entre octobre 2008 et mars 2011. Satō a conclu un accord avec Dengeki Bunko, une collection de la maison d'édition japonaise ASCII Media Works (devenue par la suite celle de Kadokawa), et a commencé à publier son travail sous un format light novel depuis juillet 2011, avec des illustrations réalisées par Kana Ishida ; la série est composée de trente-deux volumes. La version française est éditée par Ofelbe depuis octobre 2016.
Plusieurs arcs narratifs de la série ont reçu une adaptation en manga par divers mangakas et sont publiées par ASCII Media Works et Square Enix. Une version française du premier arc est publiée par Ototo depuis août 2019. Différentes séries dérivées sont aussi publiées sous différents formats.
En 2013, une adaptation en série télévisée d'animation par Madhouse a été annoncée et est diffusée pour la première fois au Japon entre avril et septembre 2014. Un film d'animation par 8-Bit est également sorti le 17 juin 2017 au Japon. Une seconde saison par 8-Bit est diffusée entre octobre et décembre 2020 au Japon. Dans les pays francophones, les deux saisons et le film sont diffusés en simulcast/streaming par Wakanim. L'Arc des souvenirs (追憶編, Tsuioku-hen) est également adapté en anime. La série dérivée Mahōka kōkō no yūtōsei est aussi adaptée en une série télévisée d'animation par Connect qui est prévue pour 2021.

## Synopsis
La série se déroule dans un monde uchronique, où la magie existe grâce à la technologie moderne depuis un premier cas avéré en 1999. Cependant, la capacité d'utiliser la magie est déterminée par la génétique, ce qui limite la quantité de magiciens existant. À la suite de la Troisième Guerre mondiale ayant eu lieu de 2045 à 2065, les superpuissances du monde ont changé vers ces quatre nations: les États-Unis d'Amérique du Nord (en anglais : United States of North America, (USNA), la Nouvelle Union soviétique, la Grande Alliance asiatique et le Japon. Au Japon, la communauté magique est contrôlée de façon officieuse par les Dix Clans maîtres au lieu du gouvernement. En raison du nombre limité de magiciens, ils sont traités comme de la marchandise et sont forcés d'entrer dans des écoles et des professions liées à la magie. Neuf lycées magiques existent au Japon ; ils se spécialisent chacun dans différents aspects de la magie et sont simplement désignés par leurs nombres.
L'histoire suit celle de Tatsuya Shiba, un garde du corps de sa sœur Miyuki Shiba qui est également une candidate pour prendre la suite d'un des Dix Clans, les Yotsuba. En 2095, ils se sont inscrits au Lycée 1 qui sépare leurs élèves en fonction de leurs capacités magiques en deux catégories: la Première section qui comprend les meilleurs élèves qui sont appelés les « Bloom » (litt. « Fleur ») et la Seconde section les moins bons, dont les élèves sont surnommés les « Weed » (litt. « Mauvaise herbe ») ; Miyuki est retenue comme une élève de la Première section et est considérée comme l'une des meilleures étudiantes du lycée, tandis que Tatsuya est dans la Seconde section et considéré comme étant magiquement inepte. Peu importe comment, les connaissances techniques, les capacités de combat et les techniques magiques uniques de Tatsuya font que les gens le considèrent comme un élève médiocre selon le classement normalisé de l'école.

## Personnages

### Personnages principaux
Tatsuya Shiba (司波 達也, Shiba Tatsuya) et Miyuki Shiba (司波 深雪, Shiba Miyuki)
Voix japonaise : Yūichi Nakamura et Saori Hayami,
Tatsuya et Miyuki sont des frères et sœurs de la même année et les enfants de Tatsurō Shiba et de la défunte Miya Yotsuba ; leurs parents ont eu un mariage forcé sans amour, et quand leur mère est décédée, leur père a épousé sa maîtresse, Sayuri Furuha, laissant les frères et sœurs vivre par eux-mêmes. Maya Yotsuba, leur tante et la chef des Yotsuba, était la raison pour laquelle Tatsuya est né avec la magie unique de décomposition, de reconstruction et de détonation de la matière. Les dirigeants du clan Yotsuba de l'époque, effrayés par ses pouvoirs, plaidèrent pour la mort de Tatsuya, obligeant Miya et Maya à prendre des mesures pour assurer sa survie: la première était la création de Miyuki, une puissante magicienne qui servira de sceau au pouvoir de Tatsuya ; la seconde est d'estomper magiquement les émotions de Tatsuya, à l'exception de son amour familial pour Miyuki ; et la troisième était de faire de Tatsuya le garde du corps de Miyuki afin de développer son sens de la loyauté envers cette dernière. Au cours d'une vacances en famille à Okinawa, Tatsuya échappe à une invasion de la Grande Alliance asiatique et se joint au 101e bataillon indépendant équipé de magie dirigé par le commandant Kazama Harunobu, où il est considéré comme un mage stratégique connu dans les autres pays sous le nom "The Destroyer". À un certain moment de sa vie, Tatsuya a développé un intérêt pour l'ingénierie en technologie magique et a commercialisé de la technologie révolutionnaire par l'intermédiaire de la société Four Leaf Technology (FLT) de sa famille, sous l'identité de Taurus Silver (トーラス・シルバー, Tōrasu Shirubā) .
Miyuki est considérée comme l'un des magiciens les plus forts au monde et une candidate pour succéder à la tête des Yotsuba. Sa spécialité est la magie de gel, cette magie unique lui permet de geler la conscience d'une personne. De plus, la moitié de ses capacités de lancement de sort magique est utilisée pour sceller les pouvoirs de Tatsuya. Avant les vacances en famille à Okinawa, Miyuki a traité Tatsuya avec froideur semblable à la façon dont les autres membres du clan Yotsuba l'ont fait. Leur relation commence à se réchauffer et quand Tatsuya sauve sa vie, elle lui consacre son existence. Cela évolue au point qu'elle méprise le contact des autres garçons et exprime de la jalousie pour les filles tournant autour de Tatsuya. Génétiquement différent de Tatsuya, malgré le fait qu'ils sont nés des mêmes parents, Miyuki lui déclare son amour à la suite de leur engagement sous les ordres de Maya.
Dans les sondages de Kono light novel ga sugoi!, Tatsuya et Miyuki sont tous les deux classés parmi les personnages de light novel les plus populaires. En dehors de la franchise, Tatsuya et Miyuki apparaissent également dans le jeu vidéo Dengeki Bunko: Fighting Climax.

### Personnages de soutien

#### Le groupe de Tatsuya
Le groupe de Tatsuya se compose de sept camarades de classe dont il passe son temps dans son quotidien et sa vie scolaire. Ils assistent souvent Tatsuya pendant les enquêtes et les situations dangereuses.
Erika Chiba (千葉 エリカ, Chiba Erika)
Voix japonaise : Yumi Uchiyama,
Erika est la fille née du chef du clan des Chiba et de sa maîtresse, ce qui a créé une relation tendue avec sa famille. Elle a une personnalité assez garçon manqué et optimiste, et est considérée comme l'une des meilleures épéistes du clan. Sa magie est utilisée pour améliorer ses techniques d'épée et de combat. Elle considère Mizuki comme sa meilleure amie.
Mizuki Shibata (柴田 美月, Shibata Mizuki)
Voix japonaise : Satomi Satō,
Mizuki est une fille à la disposition appelée « yeux de cristal » qui lui permet de voir les composants de magie invisibles pour la plupart des gens. Sa capacité l'efforce mentalement, l'obligeant ainsi à porter des lunettes pour contrôler sa vision. Elle a une personnalité timide, calme et féminine.
Leonhard Saijō (西城 レオンハルト, Saijō Reonharuto)
Voix japonaise : Takuma Terashima,
Communément appelé Leo, il est le petit-fils d'un magicien de la série « Forteress modifié ». Son grand-père était l'un des rares survivants de l'instabilité de la série Fortress, qui causa une mort précoce ou une psychose. Leo a hérité des augmentations physiques et des peurs de son grand-père, il a peut-être hérité des défauts de la série Fortress. Pendant un combat, Léo utilise la magie pour fortifier les objets ou son propre corps pour augmenter ses capacités de combat.
Mikihiko Yoshida (吉田 幹比古, Yoshida Mikihiko)
Voix japonaise : Atsushi Tamaru,
Il est un prodige du clan Yoshida qui se spécialise dans la magie impliquant des esprits. Des années avant la série, Mikihiko a échoué un rituel d'invocation qui a créé un blocage psychologique et l'a empêché d'utiliser efficacement la magie. Son implication avec Tatsuya restaure sa confiance, lui permettant ainsi de retrouver ses talents magiques.
Honoka Mitsui (光井 ほのか, Mitsui Honoka)
Voix japonaise : Sora Amamiya,
Honoka est une descendante d'un groupe de magiciens éteint nommé « Elements ». Les Eléments se spécialisent dans l'un des six éléments de la magie et ont une fidélité génétiquement intégrée dans leurs gènes. Honoka utilise la magie de lumière, et sa fidélité génétique s'adresse à Tatsuya.
Shizuku Kitayama (北山 雫, Kitayama Sawamura)
Voix japonaise : Yuiko Tatsumi,:
Shizuku est la meilleure amie d'Honoka et la fille d'un homme extrêmement riche. Elle est une fille mûre et délicate qui présente rarement des émotions. Elle a hérité du talent de sa mère pour la magie d'oscillation.
Minami Sakurai (桜井 水波, Sakurai Minami)
Minami est la nièce de Honami Sakurai, la gardienne de Miya Yotsuba. Elle et Honami ont toutes les deux été créées par les Yotsuba pour servir le clan et sont spécialisées dans la magie de type barrière. Minami est la kōhai de Miyuki et sert de femme de ménage et de deuxième garde du corps.

#### Instances du Lycée 1
Le Bureau des élèves (BDE) est un groupe d'étudiants qui assure une liaison entre les enseignants et les étudiants. Pendant ce temps, le Comité de Discipline se compose d'étudiants qui font essentiellement respecter le règlement intérieur. Le troisième comité moins notable est la Fédération des activités parascolaires qui veille à ce que les clubs scolaires ne se rentrent pas en conflit mutuellement. Les trois comités sont étroitement liés et travaillent ensemble pour préserver la paix sur le campus.
Mayumi Saegusa (七草 真由美, Saegusa Mayumi)
Voix japonaise : Kana Hanazawa,
Saegusa est la présidente du BDE pendant la première année au Lycée 1 des frères et sœurs Shiba. Elle prend une apparence innocente et faussement timide, mais elle est en réalité malicieuse et très perspicace. Mayumi est talentueuse en tant que sniper et sa forme de magie offensive implique de tirer de la glace sèche comme projectiles. Au cours de l'histoire, elle manipule Miyuki pour rejoindre le BDE et Tatsuya dans le Comité de Discipline. Elle développe une attirance pour Tatsuya et le place dans des situations gênantes pour s'amuser. Après s'être inscrite à l'Université de Magie, ses sœurs jumelles, Kasumi et Izumi Saegusa, s'inscrivent au Lycée 1. Les Saegusa sont l'un des Dix Clans maîtres qui régissent le Japon.
Suzune Ichihara (市原 鈴音, Ichihara Suzune)
Voix japonaise : Mai Nakahara
Elle était la trésorière durant la première année des Shiba. Suzune est mature, perspicace et intelligente, c'est une personne qui est bonne en analyse. Il y avait plusieurs fois où Tatsuya l'a félicité pour son talent dans la compréhension de la mécanique de la magie après l'avoir vu qu'une seule fois.
Azusa Nakajō (中条 あずさ, Nakajō Azusa)
Voix japonaise : Saki Ogasawara
Azusa est une fille timide et d'apparence très jeune. Elle éprouve de l'intérêt pour l'ingénierie magique et suspecte Tatsuya d'être Taurus Silver. Elle est capable d'utiliser une magie unique qui porte son nom, « Azusayumi », elle permet de pacifier énergiquement les gens. Pendant la deuxième année des frères et sœurs Shiba, elle succède à Mayumi à la tête du BDE, auquel elle en était la secrétaire l'année précédente.
Mari Watanabe (渡辺 摩利, Watanabe Mari)
Voix japonaise : Marina Inoue,
Mari dirige le Comité de Discipline. Elle a une personnalité assez garçon manqué mais devient complètement féminine devant son petit ami, Naotsugu Chiba, qui est aussi le demi-frère d'Erika. Pour les combats, elle se sert un fouet qu'elle manie comme une lame et utilise de la magie pour manipuler des produits chimiques toxiques.
Katsuto Jūmonji (十文字 克人, Jūmonji Katsuto)
Voix japonaise : Junichi Suwabe,
Katsuto est à la tête de la Fédération des activités parascolaires. Il est également le prochain chef du clan Jūmonji et en a hérité sa magie de barrière, Phalanx ; une barrière impénétrable et perpétuelle utilisée à des fins à la fois défensives et offensives. Les Saegusa et Jūmonji sont membres des Clans maître, obligeant Mayumi et Katsuto à s'impliquer politiquement avec la communauté magique en dehors de l'école.
Kanon Chiyoda (千代田 花音, Chiyoda Kanon)
Voix japonaise : Saori Ōnishi
Kanon est une fille impulsive et bienveillante qui succédera à Mari à la tête du Comité de Discipline lors de la deuxième année des Shiba au Lycée 1. Elle est fiancée avec Kei Isori.
Kei Isori (五十里 啓, Isori Kei)
Voix japonaise : Sōma Saitō
Kei est un garçon androgyne et timide qui succédera à Suzune pour le poste de trésorier au BDE lors de la deuxième année des Shiba au Lycée 1. Il est fiancé avec Kanon Chiyoda.
Hanzō Gyōbushōjō Hattori (服部 刑部少丞 範蔵, Hattori Gyōbushōjō Hanzō)
Voix japonaise : Ryohei Kimura
Étant l'un des meilleurs magiciens du Lycée 1, il est très fier d'être un « Bloom ». Il est également le Vice-président du BDE sous la présidence de Saegusa, et succède par la suite à Jūmonji à la direction de la Fédération des Clubs avant de la remettre à Igarashi Yousuke. Il était le seul à s'opposer directement à la nomination de Tatsuya en tant que membre du Comité de Discipline, qui a fini par un duel formel entre les deux, dont il perdra lamentablement. Sa famille détenant un poste gouvernemental, c'est la raison pour laquelle son nom complet est aussi long.
Kōtarō Tatsumi (辰巳 鋼太郎, Tatsumi Kōtarō)
Voix japonaise : Kenji Hamada
Élève de troisième année et membre du Comité de Discipline, il ne prend pas de haut les élèves de la 2e section, en dépit d'être un étudiant de 1re section, car il évalue les autres en fonction de leurs compétences. Il a une apparence soignée et robuste. Il semble être confiant et compétent sur son apparence extérieure. C'est un homme bon et sensible car il est prêt à admettre ses fautes même si celui qui lui a indiqué est plus jeune que lui.
Midori Sawaki (沢木 碧, Sawaki Mido)
Voix japonaise : Go Shinomiya
Membre du Comité de Discipline et en deuxième année, c'est un beau jeune homme ne se souciant pas du fait que Tatsuya soit un élève de 2e section, tant qu'il a la capacité. Il est également un homme attentionné et est très observateur aux gens dans son entourage, où à une occasion Tatsuya l'a décrit comme une compétence d'observation « très terrifiante ». C'est également le champion des arts martiaux magiques de l'école ; il est considéré comme le combattant numéro deux après Hanzō Hattori. Il n'apprécie pas d'être appelé par son prénom, puisqu'il est le plus souvent donné aux femmes.
Shun Morisaki (森崎 駿, Morisaki Shun)
Voix japonaise : Takashi Ōhara
Il est de la famille Morisaki est connu pour la production d'excellents gardes du corps. Il est très compétent dans l'exécution pratique des sorts et est extrêmement fier d'être un élève de 1re section. Il est connu pour ses mots dénigrants contre Tatsuya et d'autres élèves de 2e section dès le premier jour à l'école. Il est recruté, sur la recommandation de la Faculté, comme l'un des deux nouveaux membres du Comité de Discipline avec Tatsuya.

#### Élèves du Lycée 1
Sayaka Mibu (壬生 紗耶香, Mibu Sayaka)
Voix japonaise : Haruka Tomatsu
Sayaka est décrite comme une belle fille aux cheveux semi-longs brun foncé attachés en queue-de-cheval, on lui a donné les surnoms d'« Épéiste magnifique » et « Kendo Belle » quand elle a terminé à la deuxième place au Championnat national de Kendo alors qu'elle n'était qu'au collège. Elle est folle furieuse de la politique du lycée de magie qui ne fait qu'insister sur les niveaux de magies ; étant une 2e section, Sayaka faisait partie d'« Alliance », un groupe d'individus qui cherchait à détruire la discrimination entre Blooms et Weeds.
Takeaki Kirihara (桐原 武明, Kirihara Takeaki)
Voix japonaise : Tomokazu Sugita
Doué au Kenjutsu, un art alliant compétences en habileté à l'épée et compétences magiques, il a remporté le tournoi Kenjutsu de la région de Kanto quand il était collégien. Il fait partie du club de Kenjutsu et un élève de 1re section. À première vue, Kirihara semble être un étudiant arrogant regardant de haut les étudiants de 2e section et est un mauvais perdant. Cependant, Tatsuya rapporte plus tard que Kirihara a admis son comportement inapproprié et son détournement de la magie plus tôt, ce qui montre qu'il est vraiment bon et est prêt à admettre ses erreurs.
Eimi Akechi (明智 英美, Akechi Eimi)
Voix japonaise : Asuka Nishi
Élève de première année, premier cursus. Elle a une grand-mère anglaise et est désignée à plusieurs reprises comme étant quarteronne. Elle fait partie des novices lors du Tournoi des Neuf Écoles 2095. Subaru et elle complètent le podium de l'épreuve de Speed Shooting remportée par Shizuku. Elle finit troisième de l'épreuve de l'Ice Pillar Break derrière Miyuki et Shizuku.
Subaru Satomi (里見 スバル, Satomi Subaru)
Voix japonaise : Yuka Saitō
Élève de première année, premier cursus. Elle est décrite comme ayant une apparence de garçon manqué plus prononcée que Mari Watanabe. Elle fait partie des novices lors du Tournoi des Neuf Écoles 2095. Elle participe à l'épreuve du Mirage Bat, où Honoka et elle remportent les deux premières places.
Chiaki Hirakawa (平川 千秋, Hirakawa Chiaki)
Voix japonaise : Rui Tanabe

### Autres
Yakumo Kokonoe (九重 八雲, Kokonoe Yakumo)
Voix japonaise : Ryōtarō Okiayu
Yakumo est un maître de ninjutsu, une ancienne et rare forme de magie. Il choisit de s'isoler de la politique des magiciens et passe la plupart du temps à recueillir des informations et à former ses disciples.
Haruka Ono (小野 遥, Ono Haruka)
Voix japonaise : Sakura Tange
Haruka est une agent du ministère de la Sécurité publique infiltrée au Lycée 1 en tant que conseillère. Elle prend ses deux fonctions au sérieux et aide fréquemment Tatsuya à recueillir des informations. De plus, la disposition d'Haruka améliore sa magie de dissimulation ; elle s'entraîne également sous la tutelle de Yakumo Kokonoe pour améliorer ses capacités de dissimulation.
Masaki Ichijō (一条 将輝, Ichijō Masaki)
Voix japonaise : Yoshitsugu Matsuoka
Masaki est un étudiant de première année du Lycée 3 et le successeur du puissant clan Ichijō, l'un des Dix Clans maîtres dirigeant le Japon. Sa magie de combat comprend la manipulation de l'air, des molécules d'eau, et sa magie unique lui permet d'évaporer l'eau dans un organisme. Il est souvent accompagné de son meilleur ami, Shinkurō Kichijōji. Après avoir perdu le tournoi des Neuf Écoles, ils cherchent à s'améliorer pour surmonter Tatsuya.
Shinkurō Kichijōji (吉祥寺 真紅郎, Kichijōji Shinkurō)
Voix japonaise : Ayumu Murase
Petit génie du Lycée 3, Shinkuro est crédité comme un imminent chercheur qui a découvert l'un des seize codes fondamentaux de la magie. Il se sent redevable à la famille Ichijo pour l'avoir adopter après la mort de ses parents et promet de les servir pour toujours. Avec Masaki, ils cherchent à s'améliorer après leur défaite au tournoi des Neuf Écoles contre Tatsuya.
Pixy (ピクシー, Pikushī)
Voix japonaise : Nao Tōyama
Pixy est une Aide à la maison humanoïde, un androïde conçu pour servir les humains. Elle a été créée et détenue par le club de Robotique du Lycée 1. Pendant l'arc du Visiteur (来訪者編, Raihōsha-hen), elle est utilisée comme réceptacle pour un être surnaturel doté d'une conscience, qualifié de parasite. Le parasite a commencé à s'identifier comme étant Pixy, et en raison de la présence d'Honoka, elle a développé des sentiments d'amour envers Tatsuya. Tatsuya l'achète pour empêcher la communauté magique de militariser le parasite en elle.
Zhou Gongjin (周 公瑾, Shū Kōkin)
Voix japonaise : Kōji Yusa
Zhou est l'homme qui a orchestré tous les conflits majeurs de la série. Il fait partie d'une organisation inconnue dirigée par Jiedo Heigu qui souhaite détruire les Yotsuba.
Angelina Kudo Shields (アンジェリーナ・クドウ・シールズ, Anjerīna Kudou Shīruzu)
Voix japonaise : Yōko Hikasa,
Angelina est la dirigeante de l'Armée de magicien de l'USNA, connue sous le nom de « Stars ». Son identité militaire est Angie Sirius, et elle est considérée comme l'une des treize magiciens stratégiques déclarés publiquement.

## Terminologie
CAD (シーエーディー)
Plutôt que de lancer des sorts avec des chants ou d'autres formes traditionnelles, les mages utilisent un dispositif appelé « Casting Assistant Device », connu sous le nom de « CAD ». Les mages envoient vers leur CAD des psions ou des particules de pensée tandis que leur CAD fournit une séquence d'activation, qui est ensuite utilisée pour construire un rituel pour invoquer la magie. Ce rituel magique vise la théorie des formes, la plate-forme sur laquelle l'Eidos est enregistré.
Eidos (エイドス)
L'Eidos se réfère à une forme d'information qui est attaché à un phénomène. La magie moderne utilise des faux signaux pour manipuler l'Eidos d'une cible, qui à son tour modifie le phénomène et provoque des changements physiques dans le monde réel.

## Publication et conception

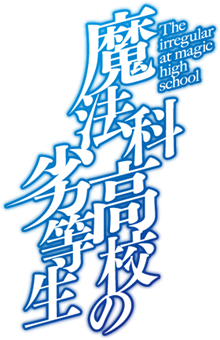
Logo original de la série.

L'histoire a été conçue autour d'un protagoniste dont les capacités ne peuvent être mesurées par des évaluations standards ; de ce fait, il est catégorisé à tort comme un étudiant avec une pauvre performance ou un cancre. Cette prémisse a servi de base au personnage de Tatsuya Shiba. Tsutomu Satō a deux processus pour rédiger les arcs de l'histoire : le premier est de créer des scénarios pour que les personnages se comportent et interagissent de certaines façons ; la seconde consiste à planifier une scène, puis d'écrire l'histoire afin qu'elle mène à cette scène. Satō a déclaré qu'il ne sent pas que ses personnages sont en vie ou qu'ils ont une volonté propre lors de leur écriture.
Tsutomu Satō a initialement publié la série sur site de websérie, Shōsetsuka ni narō, entre le 12 octobre 2008 et le 21 mars 2011. À un certain moment pendant ses publications sur Shōsetsuka ni narō, Satō a envoyé un travail original à Dengeki Bunko sous un pseudonyme. Le cadre du travail original partageait des similitudes avec The Irregular at Magic High School, ce qui a amené un éditeur à déduire sa véritable identité et à lui offrir un accord de publication. Le 11 mars 2011, l'auteur a annoncé que son travail sera publié sous un format light novel chez Dengeki Bunko, une collection de la maison d'édition japonaise ASCII Media Works (devenue par la suite celle de Kadokawa). L'auteur a exprimé un certain regret de changer le contenu gratuit en un produit payant et a cité ses besoins financiers comme motif. Les illustrations comprises dans les light novel sont réalisées par Kana Ishida. Le premier volume du light novel est publié le 10 juillet 2011 ; celui-ci n'a pas pu accueillir en entier le premier arc de l'histoire ; en décidant de ne pas supprimer le contenu de la websérie, il a été divisé en deux volumes et publié un mois plus tard. En listant le 25e volume de la série en mars 2018, Dengeki Bunko a également noté que l'histoire se dirige vers son apogée. La série est composée au total de trente-deux volumes ; une histoire parallèle a également été publié.
En France, la série principale est publiée dans un format double par Ofelbe depuis le 27 octobre 2016,,. Une version anglaise du roman est aussi publiée en Amérique du Nord par Yen Press depuis avril 2016.
Tsutomu Satō a également écrit deux suites : « Zoku Mahōka kōkō no rettōsei: Magian Company » (続・魔法科高校の劣等生 メイジアン・カンパニー), sorti en octobre 2020, qui suit Tatsuya et les autres après être diplômés du lycée, tandis que « Shin Mahōka kōkō no rettōsei: Cygnus no otome-tachi » (新・魔法科高校の劣等生 キグナスの乙女たち), publié en janvier 2021, s'intéresse davantage aux élèves du Lycée 1 après le départ du groupe de Tatsuya ; une préquelle pour cette histoire est publiée sur le site officiel de la franchise qui suit les personnages de Arisa et Marika.
Le 10 janvier 2018, Tsutomu Satō a publié sur son site officiel une nouvelle intitulée Aru orokamono no shōshitsu (ある愚か者の消失, litt. « La Disparition d'un imbécile »). Le 3 août, il annonce qu'un nouveau spin-off est lancé et dont le premier chapitre est publié dans le 63e volume du Dengeki Bunko Magazine, sorti le 9 août de la même année. Il le publie en parallèle sur son site, le mettant à jour hebdomadairement. Intitulée Mahōka kōkō no rettōsei: Shiba Tatsuya ansatsu keikaku (魔法科高校の劣等生 司波達也暗殺計画, litt. « Plan d'assassinat de Tatsuya Shiba »), cette série dérivée met en avant une nouvelle héroïne appelée Yuki Hashibami, une assassin magicienne qui défie Tatsuya dans l'histoire. Le premier volume relié est édité le 10 octobre 2018 par ASCII Media Works, sous sa marque Dengeki Bunko, avec des illustrations de Kana Ishida. À ce jour, trois volumes ont été publiés.

### Liste des volumes

#### The Irregular at Magic High School
| no | Japonais                                                                                             | Japonais                           | Japonais                            | Français                   | Français        | Français          |
| no | Titre                                                                                                | Date de sortie                     | ISBN                                | Titre                      | Date de sortie  | ISBN              |
| --- | --- | ---------------------------------- | ----------------------------------- | -------------------------- | --------------- | ----------------- |
| 1 2 | Nyūgaku-hen (Jō) (入学編〈上〉) Nyūgaku-hen (Ge) (入学編〈下〉)                                      | 10 juillet 2011 10 août 2011       | 978-4-04-870597-4 978-4-04-870598-1 | Enrôlement                 | 27 octobre 2016 | 978-2-37302-015-1 |
| Tatsuya et Miyuki Shiba, frères et sœurs, commencent leur première journée au Lycée 1, l'une des neuf écoles magiques japonaises ; l'école sépare ses étudiants entre la 1re section ou la 2e section en se basant sur l'aptitude à la magie. Miyuki est considéré comme une prodige de 1re section et est recruté en tant que membre du Bureau des élèves (BDE), tandis que Tatsuya fait face au mépris et aux préjugés aux côtés de ses pairs de la 2e section. Une bagarre causée par un étudiant de 1re section révèle la capacité de Tatsuya à prédire la magie avant qu'elle ne soit lancée, ce qui entraine son recrutement au Comité de Discipline soutenu par Miyuki. Afin de défendre l'honneur de Miyuki, Tatsuya démontre ses capacités de combat au BDE, prouvant sa compétence en tant quexécuteur. Peu de temps après, Tatsuya intervient dans une rixe entre le club de Kendo et le club de Kenjutsu et bat le dernier avec ses capacités physiques. Tatsuya attire l'attention du groupe terroriste anti-magicien appelé Blanche qui envoie une camarade de classe nommée Sayaka Mibu pour le recruter. Après avoir refusé son invitation, Blanche s'infiltre au Lycée 1 pour voler les recherches menées au sein de l'école. Tatsuya et ses amis déjouent leur tentative de vol et attaquent leur quartier général en retour. En apprenant que le chef de Blanche utilise une magie de contrôle mentale sur Sayaka et d'autres élèves collaborant avec lui, Tatsuya peut établir leur innocence et les laver de tout crime. | |                                    |                                     |                            |                 |                   |
| 3 4 | Kyūkōsen-hen (Jō) (九校戦編〈上〉) Kyūkōsen-hen (Ge) (九校戦編〈下〉)                                | 10 novembre 2011 10 décembre 2011  | 978-4-04-870998-9 978-4-04-870999-6 | Le Tournoi des Neuf Écoles | 26 octobre 2017 | 978-2-37302-018-2 |
| Le Tournoi des Neuf Écoles est l'événement sportif national du Japon qui oppose les neuf écoles de magie les uns contre les autres. Miyuki est élue comme candidate alors que Tatsuya rejoint à contrecœur l'équipe en tant qu'ingénieur. Au cours de la compétition, une mafia nommé No Head Dragon tente plusieurs fois modifier les résultats en sabotant le Lycée 1, ce qui finit par blesser leur coéquipière, et dirigeante du Conseil de Discipline, Mari Watanabe. Avec Miyuki obligé de la remplacer, Tatsuya fait appel à ses amis pour l'aider dans son enquête avant que Miyuki ne devienne une cible de sabotage. Il est révélé que No Head Dragon a placé des paris sur la compétition et a besoin que le Lycée 1 ne gagne pas. Tatsuya, Leonhard Saijō et Mikihiko Yoshida sont amenès à remplacer les joueurs du Lycée 1 après que No Head Dragon ait blessé l'équipe d'origine pour le Monolith Code et sous la direction de Tatsuya atteignent la première place. Après avoir attrapé un membre de No Head Dragon tentant de saboter l'équipement de Miyuki, Tatsuya réagit en tuant tous les membres de l'organisation basés au Japon. La compétition se termine avec le Lycée 1 remportant la première place. | |                                    |                                     |                            |                 |                   |
| 5 6 | Natsuyasumi-hen +1 (夏休み編+1) Yokohama sōran-hen (Jō) (横浜騒乱編<上>)                             | 10 avril 2012 10 juillet 2012      | 978-4-04-886522-7 978-4-04-886700-9 | Troubles à Yokohama        | 29 mai 2019     | 978-2-37302-060-1 |
| Ce volume met l'accent sur les vacances d'été de plusieurs personnages. Plus particulièrement : Tatsuya et ses amis passent la journée dans station balnéaire privé de Shizuku Kitayama ; Masaki Ichijō et Shinkurō Kichijōji réfléchissent à leur défaite contre Tatsuya ; et Tatsuya se rappelle le shopping avec Miyuki à la galerie marchande. Après cela, les clubs du Lycée 1 commencent à planifier la succession de leurs présidents et Tatsuya est invité à convaincre Azusa Nakajō à devenir la prochaine présidente du BDE. Tatsuya est invité à participer au concours de thèse des écoles. En même temps, sa belle-mère lui remet un OOPArt capable de stocker la magie. Chen Xiangshan, un capitaine militaire de la Grande Alliance asiatique, dirige une équipe afin de voler l'OOPArt. Au cours du roman, deux étudiants du Lycée 1 affiliés à Chen sont détenus par les autorités après avoir été capturés en train de voler des informations sur le projet de thèse du Lycée. | |                                    |                                     |                            |                 |                   |
| 7 8 | Yokohama sōran-hen (Ge) (横浜騒乱編<下>) Tsuioku-hen (追憶編)                                        | 10 septembre 2012 10 décembre 2012 | 978-4-04-886701-6 978-4-04-891158-0 | Troubles à Yokohama 2      | 11 août 2022    | 978-2-37302-083-0 |
| La compétition de thèse commence à Yokohama lorsqu'une armée dirigée par Chen déclenche une attaque. Au cours de la bataille, le pouvoir et le statut militaire de Tatsuya sont révélés à ses amis proches ; la bataille se termine avec Tatsuya en utilisant la magie de la détonation de la matière, une magie de niveau stratégique, pour détruire le navire de guerre des envahisseurs et par la suite un port militaire de la Grande Alliance asiatique. Maya Yotsuba convoque Tatsuya et Miyuki pour discuter des événements récents. Miyuki se rappelle comment elle et Tatsuya ont atteint leur statu quo actuel. Il y a trois ans, Tatsuya, Miyuki, leur mère Miya et une garde du corps appelée Honami Sakurai étaient en vacances à Okinawa. Là-bas, la relation de Miyuki avec Tatsuya s'améliore, et ce dernier développe une amitié avec le commandant Kazama Harunobu. Pendant ce temps, une invasion de la Grande Alliance asiatique entraîne la mort d'Honami mais se conclut avec l'utilisation la magie de la détonation de la matière par Tatsuya. De retour au présent, Maya avertit Tatsuya que sa détonation de matière a attiré l'attention des États-Unis d'Amérique du Nord (USNA). | |                                    |                                     |                            |                 |                   |
| 9 | Raihōsha-hen (Jō) (来訪者編＜上＞)                                                                   | 10 mars 2013                       | 978-4-04-891423-9                   | Les visiteurs              | 22 juin 2023    | 978-2-37302-106-6 |
| À la suite d'une expérience de trou noir aux USNA, des déserteurs de l'armée fuient vers le Japon. L'unité militaire américaine « Stars » est déployée afin d'exécuter les déserteurs et d'enquêter sur le magicien derrière la détonation de la matière. Angelina Kudo Shields s'infiltre au Lycée 1 pour espionner Tatsuya et Miyuki. Au fur et à mesure de la progression de l'histoire, les capacités et activités anormales des déserteurs attirent l'attention des clans magiques du Japon. Après avoir affronté Angelina et l'un des déserteurs, Tatsuya échange son silence contre ses informations. | |                                    |                                     |                            |                 |                   |
| 10 | Raihōsha-hen (Chū) (来訪者編＜中＞)                                                                  | 7 juin 2013                        | 978-4-04-891609-7                   | —                          | -               | 978-2-37302-112-7 |
| Tatsuya déduit que les déserteurs sont possédés par des êtres d'énergie psychique doté d'une conscience issus de la dimension magique lors de l'expérience du trou noir et qui sont qualifiés de « parasites ». Quand l'un des parasites entre dans le Lycée 1, il est vaincu par le groupe de Tatsuya et possède l'android connu sous le nom de Pixy ; le parasite est imprimé avec les sentiments d'Honoka et décide de servir Tatsuya. Pendant ce temps, l'USNA soupçonne que Tatsuya est celui derrière la détonation et ordonne à Angelina de l'assassiner. | |                                    |                                     |                            |                 |                   |
| 11 | Raihōsha-hen (Ge) (来訪者編＜下＞)                                                                   | 10 août 2013                       | 978-4-04-891610-3                   | —                          | —               |                   |
| Tatsuya bat Angelina tandis que le clan Yotsuba force les Stars à se retirer. Sachant que les onze autres parasites tenteront de retrouver Pixy, le groupe de Tatsuya l'utilise comme appât. Plusieurs clans magiques tentent de capturer les parasites entraînant une bataille à grande échelle. Cela se conclut avec Tatsuya et Miyuki détruisant neuf des parasites, laissant les deux autres sous la garde du clan Kudo et Yotsuba. Alors que Tatsuya et Miyuki entrent dans leur deuxième année, Maya assigne Minami Sakurai en tant que garde du corps de Miyuki. | |                                    |                                     |                            |                 |                   |
| 12 | Daburu sebun-hen (ダブルセブン編)                                                                    | 10 octobre 2013                    | 978-4-04-866003-7                   | —                          | —               |                   |
| La deuxième année de Tatsuya et Miyuki commence. Un étudiant nommé Takumi Shippō entretien une rancune déplacée envers les jumelles Saegusa, Kasumi et Izumi, provoquant des conflits tout au long du roman. Finalement, l'arrogance de Takumi est calmé par Tatsuya et ses amis. Pendant ce temps, Zhou Gongjin et le clan Saegusa coopèrent pour que les médias dénoncent les magiciens du Japon en faisant du Lycée 1 un bouc émissaire, mais échouent lorsque Tatsuya apprend leurs projets et démontre les concepts d'une source d'énergie opérée par la magie. Par coïncidence, Tatsuya déjouer également les plans d'une attaque contre une actrice célèbre en s'occupant du problème posé par Takumi. | |                                    |                                     |                            |                 |                   |
| 13 | Sutīpuruchēsu-hen (スティープルチェース編)                                                           | 10 avril 2014                      | 978-4-04-866507-0                   | —                          | —               |                   |
| Le clan Kudo a réussi à créer des androïdes alimentés par des parasites. Afin de tester ces armes, ils ont décidé de placer ces androïdes comme des obstacles pendant l'événement du « Steeplechase » du tournoi des Neuf Écoles. Conscient des dangers que ces armes posent à Miyuki, Tatsuya s'infiltre et neutralise les androïdes avant que les autres joueurs n'arrivent. Dans les coulisses, Zhou tente de saboter les parasites pour discréditer les magiciens et comme moyen de dénoncer les Yotsuba ; en ayant marre de ses actions, les Yotsuba commencent leur chasse à l'homme après lui. | |                                    |                                     |                            |                 |                   |
| 14 | Koto nairan-hen (Jō) (古都内乱編＜上＞)                                                              | 10 septembre 2014                  | 978-4-04-866507-0                   | —                          | —               |                   |
| Tatsuya reçoit l'ordre de participer à la traque de Zhou. Plusieurs indices révèlent que Zhou est caché par les magiciens traditionalistes ; Tatsuya demande l'aide du clan Kudo qui connaît ces derniers. Dirigé par Minoru Kudo, le groupe de Tatsuya se confronte aux traditionalistes de Nara mais ne peut pas trouver Zhou, laissant Kyoto comme dernier lieu restant pour le trouver. Pendant ce temps, le chef des Saegusa envoie un assassin pour tuer Zhou afin de détruire toute preuve de leur coalition. C'est cependant l'assassin qui est tué, incitant Mayumi à demander l'aide de Tatsuya pour trouver son tueur. | |                                    |                                     |                            |                 |                   |
| 15 | Koto nairan-hen (Ge) (古都内乱編＜下＞)                                                              | 10 janvier 2015                    | 978-4-04-869167-3                   | —                          | —               |                   |
| Tatsuya et ses compagnons enquêtent sur la localisation de Zhou à Kyoto et finissent par l'attraper et le coincer. Zhou se suicide, proclamant que quelqu'un d'autre prendra sa suite. Le succès de Tatsuya oblige les membres des Yotsuba qui le méprisent de permettre à Maya de poursuivre ses projets. | |                                    |                                     |                            |                 |                   |
| 16 | Yotsuba keishō-hen (四葉継承編)                                                                      | 9 mai 2015                         | 978-4-04-865116-5                   | —                          | —               |                   |
| Miyuki est convoqué à la réunion du Nouvel An des Yotsuba afin de la célébrer comme la prochaine dirigeante du clan. Plusieurs membres de familles collatérales du clan tentent de faire échouer la participation de Miyuki car sa succession élèverait le statut de Tatsuya. À leur arrivée, Miyuki est nommé prochaine dirigeante, et les origines de la naissance de Tatsuya et Miyuki sont révélées. Bien qu'ils soient nés des mêmes gamètes, Miyuki a été génétiquement modifié pour servir de sceau aux pouvoirs de Tatsuya. Dans la réunion suivante, Maya annonce les fiançailles de Tatsuya avec Miyuki. | |                                    |                                     |                            |                 |                   |
| 17 | Shizoku kaigi-hen (Jō) (師族会議編＜上＞)                                                            | 8 août 2015                        | 978-4-04-865313-8                   | —                          | —               |                   |
| Tatsuya et Miyuki s'adaptent à leur vie quotidienne alors que leurs liens avec les Yotsuba et leur fiançailles ont été révélés publiquement. Pendant ce temps, une réunion entre les Clans maîtres a lieu durant laquelle trois sujets sont traités: les membres possibles des Clans maîtres, le mariage de Tatsuya et de Miyuki, et la coalition des Saegusa avec le défunt Zhou. Jiedo Heigu, le chef du groupe du crime organisé et le patron de Zhou, déclenche plusieurs bombes contre les Clans maîtres afin de discréditer la communauté magique. | |                                    |                                     |                            |                 |                   |
| 18 | Shizoku kaigi-hen (Chū) (師族会議編＜中＞)                                                           | 10 novembre 2015                   | 978-4-04-865512-5                   | —                          | —               |                   |
| Le plan de Jiedo réussit, incitant à plusieurs crimes de haine envers les magiciens à travers le monde. Les Clans maîtres font des plans pour calmer l'indignation du public ainsi que des tentatives de capture de Jiedo. Le volume se termine avec Miyuki et ses amis se défendant contre un groupe d'anti-magiciens. | |                                    |                                     |                            |                 |                   |
| 19 | Shizoku kaigi-hen (Ge) (師族会議編＜下＞)                                                            | 10 mars 2016                       | 978-4-04-865809-6                   | —                          | —               |                   |
| Tatsuya arrive et neutralise le groupe d'anti-magicien. Avec Miyuki à ses côtés, Tatsuya utilise ses pouvoirs à pleine puissance pour rechercher Jiedo et relaye sa localisation aux Yotsuba. Les Clans maîtres assemblent ensuite une unité pour capturer Jiedo qui est cependant tué par les USNA au cours de la mission. | |                                    |                                     |                            |                 |                   |
| SS/13.5 | Mahōka kōkō no rettōsei SS (魔法科高校の劣等生 SS)                                                   | 10 mai 2016                        | 978-4-04-865952-9                   | —                          | —               |                   |
| Ce volume est une collection d'histoires courtes relatant des événements de plusieurs personnages lors du tournoi des Neuf Écoles de 2096, au cours de leur deuxième année au Lycée 1, Tatsuya se bat contre une arme humanoïde. Pendant ce temps, les étudiants s'affrontent et luttent pour obtenir le meilleur score dans les épreuves. | |                                    |                                     |                            |                 |                   |
| 20 | Nankai sōjō-hen (南海騒擾編)                                                                         | 10 septembre 2016                  | 978-4-04-892318-7                   | —                          | —               |                   |
| Le Japon a récemment complété une île artificielle à Okinawa pour exploiter les ressources de l'océan. En réponse, une cellule de subversion de la Grande Alliance asiatique et l'armée australienne travaillent ensemble pour détruire l'île afin de garder l'équilibre des pouvoirs mondiaux inchangé. Les Yotsuba envoient Tatsuya pour calmer les saboteurs et protéger l'île. En même temps, la fête pour la remise des diplômes des classes supérieures du Lycée 1 se déroule à proximité. Au fur et à mesure que l'attaque sur l'île commence, les membres du Lycée 1 et Tatsuya apaisent et capturent les rebelles. | |                                    |                                     |                            |                 |                   |
| 21 | Dōran no joshō-hen (Jō) (動乱の序章編<上>)                                                           | 10 février 2017                    | 978-4-04-865809-6                   | —                          | —               |                   |
| L'utilisation par le gouvernement brésilien de son magicien de niveau stratégique engendre le chaos et de la peur parmi les non-magiciens du monde entier, aboutissant à une Guerre froide politique. La Nouvelle Union Soviétique lance une attaque contre la marine japonaise, forçant Tatsuya à intervenir. Alors que les tensions augmentent entre les superpuissances, les USNA et la Nouvelle Union Soviétique préparent des plans pour neutraliser Tatsuya. | |                                    |                                     |                            |                 |                   |
| 22 | Dōran no joshō-hen (Ge) (動乱の序章編＜下＞)                                                         | 9 juin 2017                        | 978-4-04-892949-3                   | —                          | —               |                   |
| Le clan Tooyama, une branche de magiciens fidèle au gouvernement, évalue Tatsuya comme une menace. Plusieurs opérations noires dirigées par Tsukasa Tooyama sont menées pour évaluer les capacités de Tatsuya et pour déterminer une contre-mesure s'il devenait un ennemi du pays. En représailles, Maya ordonne à Tatsuya de pénétrer par effraction dans le bastion des Tooyama et de libérer les soldats des USNA basés au Japon capturés ; il y parvient et Tooyama met fin à ses opérations, ayant découvert que le clan Jūmonji peut arrêter Tatsuya. | |                                    |                                     |                            |                 |                   |
| 23 | Koritsu-hen (孤立編)                                                                                 | 10 août 2017                       | 978-4-04-893281-3                   | —                          | —               |                   |
| 24 | Esukēpu-hen (Jō) (エスケープ編〈上〉)                                                                | 10 mars 2018                       | 978-4-04-893686-6                   | —                          | —               |                   |
| 25 | Esukēpu-hen (Ge) (エスケープ編〈下〉)                                                                | 10 avril 2018                      | 978-4-04-893792-4                   | —                          | —               |                   |
| 26 | Inbējon-hen (インベージョン編)                                                                       | 10 août 2018                       | 978-4-04-893970-6                   | —                          | —               |                   |
| 27 | Kyūten-hen (急転編)                                                                                  | 10 novembre 2018                   | 978-4-04-912163-6                   | —                          | —               |                   |
| 28 | Tsuiseki-hen (Jō) (追跡編＜上＞)                                                                     | 10 avril 2019                      | 978-4-04-912560-3                   | —                          | —               |                   |
| 29 | Tsuiseki-hen (Ge) (追跡編〈下〉)                                                                     | 8 juin 2019                        | 978-4-04-912571-9                   | —                          | —               |                   |
| 30 | Dakkan-hen (奪還編)                                                                                  | 10 septembre 2019                  | 978-4-04-912738-6                   | —                          | —               |                   |
| 31 | Mirai-hen (未来編)                                                                                   | 10 avril 2020                      | 978-4-04-913067-6                   | —                          | —               |                   |
| 32 | Sakurifaisu-hen / Sotsugyō-hen (サクリファイス編／卒業編)                                            | 10 septembre 2020                  | 978-4-04-913253-3                   | —                          | —               |                   |
| MJ1 | Zoku Mahōka kōkō no rettōsei: Meijian Kanpanī (続・魔法科高校の劣等生 メイジアン・カンパニー)        | 10 octobre 2020                    | 978-4-04-913253-3                   | —                          | —               |                   |
| Shin | Shin Mahōka kōkō no rettōsei: Kigunasu no otome-tachi (新・魔法科高校の劣等生 キグナスの乙女たち)    | 9 janvier 2021                     | 978-4-04-913262-5                   | —                          | —               |                   |
| MJ2 | Zoku Mahōka kōkō no rettōsei: Meijian Kanpanī 2 (続・魔法科高校の劣等生 メイジアン・カンパニー(2))   | 9 avril 2021                       | 978-4-04-913623-4                   | —                          | —               |                   |
| MJ3 | Zoku Mahōka kōkō no rettōsei: Meijian Kanpanī 3 (続・魔法科高校の劣等生 メイジアン・カンパニー(3))   | 10 novembre 2021                   | 978-4-04-913931-0                   | —                          | —               |                   |
| MJ4 | Zoku Mahōka kōkō no rettōsei: Meijian Kanpanī 4 (続・魔法科高校の劣等生 メイジアン・カンパニー(4))   | 10 mai 2022                        | 978-4-04-914339-3                   | —                          | —               |                   |
| MJ5 | Zoku Mahōka kōkō no rettōsei: Meijian Kanpanī 5 (続・魔法科高校の劣等生 メイジアン・カンパニー(5))   | 10 novembre 2022                   | 978-4-04-914527-4                   | —                          | —               |                   |
| MJ6 | Zoku Mahōka kōkō no rettōsei: Meijian Kanpanī 6 (続・魔法科高校の劣等生 メイジアン・カンパニー(6))   | 10 mai 2023                        | 978-4-04-915009-4                   | —                          | —               |                   |
| MJ7 | Zoku Mahōka kōkō no rettōsei: Meijian Kanpanī 7 (続・魔法科高校の劣等生 メイジアン・カンパニー(7))   | 8 décembre 2023                    | 978-4-04-915113-8                   | —                          | —               |                   |
| MJ8 | Zoku Mahōka kōkō no rettōsei: Meijian Kanpanī 8 (続・魔法科高校の劣等生 メイジアン・カンパニー(8))   | 10 mai 2024                        | 978-4-04-915648-5                   | —                          | —               |                   |
| MJ9 | Zoku Mahōka kōkō no rettōsei: Meijian Kanpanī 9 (続・魔法科高校の劣等生 メイジアン・カンパニー(9))   | 10 décembre 2024                   | 978-4-04-915977-6                   | —                          | —               |                   |
| MJ10 | Zoku Mahōka kōkō no rettōsei: Meijian Kanpanī 10 (続・魔法科高校の劣等生 メイジアン・カンパニー(10)) | 10 juin 2025                       | 978-4-04-916399-5                   | —                          | —               |                   |

#### Shiba Tatsuya ansatsu keikaku
| no | Japonais         | Japonais          |
| no | Date de sortie   | ISBN              |
| -- | ---------------- | ----------------- |
| 1  | 10 octobre 2018  | 978-4-04-870597-4 |
| 2  | 9 février 2019   | 978-4-04-912265-7 |
| 3  | 10 janvier 2020  | 978-4-04-913002-7 |
| 4  | 10 janvier 2020  | 978-4-04-913002-7 |
| 5  | 10 juin 2022     | 978-4-04-914334-8 |
| 6  | 9 septembre 2022 | 978-4-04-914526-7 |

## Adaptations

### Manga

#### Série principale
The Irregular at Magic High School a eu plusieurs adaptations en manga avec divers artistes et éditeurs ; chaque adaptation couvre un arc narratif de la série originale des light novel. La première adaptation a été réalisée par Fumino Hayashi et Tsuna Kitaumi et couvrait l'arc de l'Enrôlement des romans. L'adaptation manga la plus récente, prépubliée dans le Monthly Comic Dengeki Daioh depuis février 2021, est réalisée par Nobu Aonagi et reprend l'arc de l'Émeute en mer du Sud couvrant le 20e volume des light novel.
En juin 2019, Ototo a annoncé qu'elle publiera la version française du premier arc et dont le premier volume est sorti en août 2019,.
| Titre de l'arc narratif                                                                     | Auteur(s)                    | Prépublication              | Prépublication    | Prépublication    | Tankōbon | Tankōbon                              | Tankōbon                    |
| Titre de l'arc narratif                                                                     | Auteur(s)                    | Magazine                    | Numéros           | Numéros           | Volumes  | Dates de sortie                       | Dates de sortie             |
| Titre de l'arc narratif                                                                     | Auteur(s)                    | Magazine                    | Début             | Fin               | Volumes  | Japonais                              | Français                    |
| ------------------------------------------------------------------------------------------- | ---------------------------- | --------------------------- | ----------------- | ----------------- | -------- | ------------------------------------- | --------------------------- |
| Enrôlement (入学編, Nyūgaku-hen)                                                            | Fumino Hayashi Tsuna Kitaumi | Monthly GFantasy            | 11 décembre 2011  | 18 septembre 2013 | 4        | 10 septembre 2012 – 27 décembre 2013  | 30 août 2019 – 28 août 2020 |
| Kyūkōsen-hen (九校戦編, litt. « Arc du tournoi des Neuf Écoles »)                           | Tsuna Kitaumi                | Monthly GFantasy            | 18 octobre 2013   | 18 mai 2016       | 5        | 10 avril 2014 – 27 juillet 2016       | —                           |
| Yokohama sōran-hen (横浜騒乱編, litt. « Arc des Troubles à Yokohama »)                      | Gin Amau                     | Monthly GFantasy            | 18 octobre 2013   | 27 novembre 2015  | 5        | 10 avril 2014 – 27 novembre 2015      | —                           |
| Tsuioku-hen (追憶編, litt. « Arc des souvenirs »)                                           | Waki Ikawa                   | Monthly Comic Dengeki Daioh | 27 février 2014   | 27 juillet 2015   | 3        | 10 juin 2014 – 10 septembre 2015      | —                           |
| Raihōsha-hen (来訪者編, litt. « Arc du Visiteur »)                                          | Gin Amau                     | Monthly GFantasy            | 18 septembre 2015 | 18 juin 2019      | 7        | 27 juillet 2016 – 10 septembre 2019   | —                           |
| Double Seven-hen (ダブルセブン編, Daburu sebun-hen, litt. « Arc du Double Sept »)           | Tsuna Kitaumi                | Monthly GFantasy            | 18 octobre 2016   | 18 juin 2016      | 3        | 27 septembre 2017 – 27 septembre 2019 | —                           |
| Natsuyasumi-hen (夏休み編, litt. « Arc des Vacances d'été »)                                | Yuzuki N'                    | Monthly Comic Dengeki Daioh | 27 octobre 2016   | 27 décembre 2017  | 3        | 10 février 2017 – 10 février 2018     | —                           |
| Kaichō senkyo-hen (会長選挙編, litt. « Arc de l'Élection du Président »)                    | Yuzuki N'                    | Monthly Comic Dengeki Daioh | 27 avril 2018     | 27 septembre 2018 | 1        | 10 octobre 2018                       | —                           |
| Steeplechase-hen (スティープルチェース編, Sutīpuruchēsu-hen, litt. « Arc du Steeplechase ») | Nobu Aonagi                  | Monthly Comic Dengeki Daioh | 27 mars 2019      | 27 novembre 2020  | 3        | 9 novembre 2019 – 10 décembre 2020    | —                           |
| Koto nairan-hen (古都内乱編, litt. « Arc de l'Insurrection des anciennes capitales »)       | Yuzuki N'                    | Monthly Comic Dengeki Daioh | 27 mars 2019      | en cours          | 3        | 9 novembre 2019 – en cours            | —                           |
| Yotsuba keishō-hen (四葉継承編, litt. « Arc de la Succession des Yotsuba »)                 | Tsuna Kitaumi                | Monthly GFantasy            | 18 décembre 2019  | en cours          | 1        | 10 septembre 2020 – en cours          | —                           |
| Shizoku kaigi-hen (師族会議編, litt. « Arc de la Réunion des Clans maîtres »)               | Hazumi Takeda                | Monthly GFantasy            | 18 mars 2020      | en cours          | 1        | 10 septembre 2020 – en cours          | —                           |
| Nankai sōjō-hen (南海騒擾編, litt. « Arc de l'Émeute en mer du Sud »)                       | Nobu Aonagi                  | Monthly Comic Dengeki Daioh | 26 février 2021   | en cours          | prévu    | prévu                                 | —                           |

#### Séries dérivées
Un spin-off intitulé Mahōka kōkō no yūtōsei (魔法科高校の優等生, litt. « L'excellent élève à l'école de magie »), dessiné par Yu Mori, a commencé sa prépublication le 27 avril 2012 dans le Dengeki Daioh. Celui-ci s'est conclu le 27 juin 2020. Il a été compilé en onze tomes au total. Une suite, intitulée Mahōka kōkō no yūtōsei 2nd Season, est dessinée par Masaru Oda dont Yu Mori est également crédité pour sa collaboration ; celle-ci est lancée dans le numéro d'avril 2021 du Dengeki Daioh, paru le 26 février 2021.
Mahōka kōkō no rettōsei: Yonkoma-hen (魔法科高校の劣等生 よんこま編), est publié dans le Comic Dengeki Daioh "g" de ASCII Media Works depuis le 27 avril 2014. Dessiné par tamago, il s'agit d'une autre série spin-off de manga, comique et au format quatre cases, se basant sur l'histoire originale comme thème principal. Six volumes tankōbon sont disponibles à ce jour.
Il a été annoncé lors du numéro de septembre 2017 du Monthly Comic Dengeki Daioh, publié le 27 juillet 2017, que le film Mahōka kōkō no rettōsei: Hoshi o yobu shōjo est adapté en manga et dont la prépublication a commencé dans le numéro suivant du magazine, paru le 26 août 2017. Pinakes en est le dessinateur. Le dernier chapitre est publié dans le numéro d'août 2018 du magazine, sorti le 27 juin 2018. Le premier volume tankōbon est édité en février 2018 ; elle est composée de deux volumes tankōbon.
Une adaptation manga de Mahōka kōkō no rettōsei: Shiba Tatsuya ansatsu keikaku (魔法科高校の劣等生 司波達也暗殺計画, litt. « Plan d'assassinat de Tatsuya Shiba ») est annoncée dans le deuxième volume du roman ; celui-ci est dessiné par Yuyu Ichino et prépublié dans le magazine Monthly Comic Alive depuis le numéro de juin 2019, sorti le 27 mai. Le premier volume tankōbon est édité en novembre 2019.
Le roman Shin Mahōka kōkō no rettōsei: Cygnus no otome-tachi (新・魔法科高校の劣等生 キグナスの乙女たち) est également adapté en manga avec des dessins de La-na ; il débutera dans le Monthly Comic Alive à partir du numéro de mai 2021, prévu pour 27 mars 2021.

### Anime

#### Séries télévisées d'animation
Une adaptation en anime du light novel a été annoncée lors du Dengeki Bunko Fall Festival le 6 octobre 2013,. Elle est réalisée par Manabu Ono au studio Madhouse,, avec les chara-designs originaux de Kana Ishida et les compositions de Taku Iwasaki pour la bande originale. Elle est diffusée pour la première fois au Japon sur Tokyo MX, GTV et GYT le 6 avril 2014, et un peu plus tard sur MBS, CTC, tvk, TVS, TVA, TVQ, TVh, AT-X et BS11,. Le dernier épisode est diffusé pour la première fois le 28 septembre 2014. Les 26 épisodes ont ensuite été répartis dans dix coffrets Blu-ray/DVD publiés entre juillet 2014 et avril 2015,. L'anime adapte les 3 premiers arcs principaux de la série, ce qui constitue les 7 premiers tomes du light novel mis à part le cinquième volume.
Il existe aussi une série d'ONA en SD, d'environ 4 minutes par épisode, intitulée Mahōka kōkō no rettōsei: Yoku Wakaru Mahōka! (魔法科高校の劣等生 よくわかる魔法科!, litt. « Comprendre facilement la magie ») par Aniplex. Celle-ci traite un peu plus de l'univers de Mahōka kōkō no rettōsei. Ces courts-métrages ont été uploadés sur la chaîne YouTube d'Aniplex et plus tard ont été sous-titrés en anglais sur la chaîne d'Aniplex of America, la branche américaine d'Aniplex.
Lors de l'événement Dengeki Bunko Aki no Namahōsō Festival le 6 octobre 2019, il a été annoncé que l'arc du Visiteur (来訪者編, Raihōsha-hen), réparti sur les 9e, 10e et 11e volumes, sera adapté comme la seconde saison de la série d'animation. Elle est réalisée par Risako Yoshida au studio d'animation 8-Bit avec Kana Ishida en tant que character designer et Taku Iwasaki composant la bande originale. Initialement prévue pour juillet 2020, la diffusion de la série au Japon a dû être retardée pour octobre 2020 en raison de complications de production résultant de la pandémie de Covid-19 au Japon,. Celle-ci est diffusée entre le 4 octobre et le 27 décembre 2020 sur Tokyo MX, GTV, GYT, BS11, AT-X, MBS, TVA.
La production d'une adaptation en série télévisée du manga dérivé Mahōka kōkō no yūtōsei de Yu Mori a été révélée après la diffusion du dernier épisode de l'adaptation de l'arc du Visiteur, le 27 décembre 2020 ; celle-ci est prévue pour 2021, marquant au passage les dix ans de la franchise. La série est réalisée par Hideki Tachibana au studio Connect, avec Takashi Watanabe pour assistant réalisateur, Tsuyoshi Tamai supervisant le scénario, Ryōsuke Yamamoto et Takao Sano adaptant les character designs de Kana Ishida, et Taku Iwasaki composant à nouveau la bande originale,.
En janvier 2021, Aniplex annonce également une adaptation en anime de l'Arc des souvenirs (追憶編, Tsuioku-hen), qui représente le contenu du 8e roman et centré sur le passé de Tatsuya et Miyuki.
Dans les pays francophones, les deux saisons sont diffusées en simulcast par Wakanim,. En Amérique du Nord, la licence est détenue par la branche américaine d'Aniplex, Aniplex of America.

##### Musiques
Le premier opening de la première saison, intitulé Rising Hope (litt. « Espoir croissant »), est réalisé par LiSA,, et Millenario (ミレナリオ, Mirenario) d'Elisa est utilisé comme le premier ending,. Le duo Garnidelia ont réalisé le deuxième opening, intitulé grilleto, tandis que le second ending est interprété par Rei Yasuda avec sa chanson Mirror (litt. « Miroir »),.
Pour la seconde saison, la chanson Howling d'ASCA est utilisée pour l'opening tandis que Namonai hana (名もない花) de Miki Satō est employé pour l'ending,.
| Saison                                                       | Début    | Début       | Début      | Fin      | Fin                                | Fin        |
| Saison                                                       | Épisodes | Titre       | Artiste    | Épisodes | Titre                              | Artiste    |
| ------------------------------------------------------------ | -------- | ----------- | ---------- | -------- | ---------------------------------- | ---------- |
| The Irregular at Magic High School (1re saison)              | 2 – 14   | Rising Hope | LiSA       | 1, 25    | Millenario (ミレナリオ, Mirenario) | Elisa      |
| The Irregular at Magic High School (1re saison)              | 15 – 25  | grilletto   | GARNiDELiA | 15 – 24  | Mirror                             | Rei Yasuda |
| The Irregular at Magic High School: Visitor Arc (2de saison) | 1 – 13   | Howling     | ASCA       | 2 – 13   | Namonai hana (名もない花)          | Miki Satō  |

#### Film d'animation
Le développement d'un film a été révélé dans le 19e volume du light novel qui a été publié en mars 2016. Intitulé Gekijōban - Mahōka kōkō no rettōsei: Hoshi o yobu shōjo (劇場版 魔法科高校の劣等生 星を呼ぶ少女, litt. « Le cancre à l'école de magie, le film: La fille appelant les étoiles »), le film comporte une intrigue préparé à l'avance par le créateur de la série Tsutomu Satō ; il sort le 17 juin 2017 au Japon,,. La distribution des doublages reste identique à celui de l'anime.
Lors de l'événement du Dengeki Game Festival 2017 à Tokyo le dimanche 12 mars 2017, davantage de détails ont été révélés sur le film, notamment plus de membres du casting, les artistes pour la chanson thème et un quatrième key visual. De plus, le site officiel du film a ajouté la vidéo promotionnelle pour le film,. Risako Yoshida, qui a été le directeur d'unité et storyboarder de la série télévisée anime, dirige le film au studio 8-Bit. L'illustrateur original de la série de light novel Kana Ishida est de retour pour réaliser les chara-designs et servir de directeur en chef d'animation. L'auteur originel du light novel Tsutomu Satō a écrit une nouvelle histoire originale pour le film ; WriteWorks et lui se sont chargés du script. Taku Iwasaki est également de retour pour composer la musique. Le 19 avril 2017, le site officiel a révélé trois nouveaux membres du casting et un nouveau visuel,, ; et le 29 avril, le troisième teaser est présenté incluant la date de projection spécial. Le 31 mai 2017, le site officiel a commencé à diffuser une bande-annonce pour le film, ajoutant également des informations sur le roman original de Sato lui-même au sujet du passé d'Angelina, avec y compris la date de projection et la date de rencontre et de salut avec le personnel principal du film,,. Le 13 juin, Aniplex a diffusé les premières 2 minutes du film. Les événements du film se déroulent entre les 10e et 11e volumes du light novel original, c'est-à-dire pendant l'Arc du Visiteur (来訪者編, Raihōsha-hen).
La chanson thème du film est SPEED STAR du duo GARNiDELiA.
Le film obtient un sous-titrage anglais le 10 juin 2017 par Aniplex of America, et il a été confirmé que le film sort aux États-Unis le 28 juillet de la même année,,.
En juillet 2017, la projection du film a été annoncée au Grand Rex à Paris dans le cadre du festival Paris Loves Anime qui a eu lieu le 26 août 2017, sous son titre anglais The Irregular at Magic High School: The Girl Who Summons The Stars, le film était sous-titré en français,. Dans les pays francophones, Wakanim détient les droits de diffusion en streaming du film et est disponible depuis le 3 mai 2018.

### Jeux vidéo
Trois adaptations de jeux vidéo ont été réalisées pour la franchise. Le premier est Mahōka kōkō no rettōsei: School Magicus Battle (魔法科高校の劣等生 スクールマギクスバトル, Mahōka kōkō no rettōsei: Sukūru Magikusu Batoru), un J-RPG de Mobage. Il a été mis à disposition pour Android, iOS et les portables fonctionnelles le 9 juin 2014. Le service a pris fin le 30 mars 2018.
Le deuxième jeu est Mahōka kōkō no rettōsei: LOST ZERO (魔法科高校の劣等生 LOST ZERO), développé par BeXide et publié par Square Enix. Il a été mis à disposition pour Android et iOS le 4 septembre 2014. Le service a pris fin le 24 octobre 2019.
Le troisième jeu est Mahōka kōkō no rettōsei: Out of Order (魔法科高校の劣等生 Out of Order) par Bandai Namco Entertainment. Il s'agit d'un jeu de combat 3D pour la PlayStation Vita et a été publié le 25 décembre 2014.

## Accueil

### Ventes
Les light novel sont en général très bien accueillis. Ils ont été classés 7e dans les sondages du Sugoi Japan de 2015 et, depuis 2011, il s'agit de l'une des séries de light novel les plus vendues au Japon,,. En 2012, la série est classée 4e meilleure vente de light novel avec 696 322 ventes estimées au Japon, puis 3e en 2013, avec des ventes estimées à 947 772 copies et 3,15 millions d'exemplaires imprimés au total. En 2014, 5,3 millions d'exemplaires du light novel ont été vendus. En août 2018, les ventes totales de la franchise s'élèvent à 8,6 millions d'exemplaires. La série principale de light novel s'est écoulée en 626 952 exemplaires et se classe 3e parmi celles les plus vendus au Japon en 2018, selon une liste qui couvre les ventes sondées du 20 novembre 2017 au 18 novembre 2018. Le tirage total de la série principale de light novel a dépassé les 10 millions d'exemplaires en septembre 2019. En janvier 2021, Kadokawa indique que la franchise comptabilise 100 tomes publiés, en comprenant les light novel et mangas, avec un tirage total atteignant les 20 millions de copies.
Avec 429 217 exemplaires écoulés entre le 19 novembre 2018 et le 17 novembre 2019, The Irregular at Magic High School se place 8e du classement de l'Oricon des light novel les plus vendus en 2019.
Pour la première moitié de 2020, l'Oricon indique que le 31e volume de la série est le 8e light novel le plus vendu sur des ventes de 18 novembre 2019 au 17 mai 2020 avec un total de 86 959 exemplaires.
En outre, ses adaptations en manga et l'anime apparaissent également dans les classements des meilleures ventes en 2015,.

### Réceptions critiques
Anime News Network avait quatre rédacteurs pour examiner le premier épisode de l'anime : Carl Kimlinger a vu le potentiel dans sa prise sur une prémisse typique d'anime, louant Tatsuya comme étant le protagoniste principal et son traitement des mystères entourant l'intrigue ; Theron Martin, bien que plein d'espoir en raison du concept de l'intrigue et de rôle masculin principal, a exprimé ses critiques à l'égard de l'animation indiscernable et de l'exposition constante pour les téléspectateurs ; et Rebecca Silverman a estimé que c'était ennuyeux et rien de spécial.
Le quatrième critique, Hope Chapman, a exprimé son aversion immédiate à l'égard de la série, en la critiquant de manquer de tout pour intéresser les téléspectateurs et pour être une adaptation paresseuse du light novel, concluant sa critique avec « Je ne peux même pas me souvenir de la dernière fois que j'ai vu quelque chose avec pas un seul facteur ou une chose de bien à recommander du tout. ». Silverman a passé en revue tous les épisodes de la série,. En termes d'intrigue, elle a fait l'éloge du soulignement de l'arc de l'Enrôlement sur les tests normalisés, a critiqué l'arc du Tournoi des Neuf Écoles pour sa réalisation et sa faible exposition et a pensé que les personnages étaient inintéressants. Silverman a estimé que la série n'est pas à la hauteur de son potentiel et a cité la musique de fond et les animations boursouflées comme des raisons possibles.

### Box-office du film
Lors du premier week-end, le film est sorti dans 59 salles à travers le Japon et a enregistré un total de 163 millions de yens pour 107 000 entrées, débutant à la 5e place du box-office japonais. Le film obtient plus de 300 millions de yens (environ 2,32 millions d'euros) pour se classer 6e lors du deuxième week-end de sa sortie,. Bien que le film est sorti du classement des 10 meilleurs box-office au cours de son troisième week-end, le film a depuis gagné plus de 400 millions de yens (environ 3,10 millions d'euros),. Un mois après sa sortie, soit le 18 juillet 2017, le film a dépassé les 500 millions de yens (environ 3,84 millions d'euros).